# غانم الدوسري
غانم حمود فرج المصارير الدوسري هو ناشط سعودي في مجال حقوق الإنسان، وممثل ومعلّق ساخر سياسي اشتهر ببرنامجه الحواري عبر الإنترنت الذي يدعى «غانم شو»، حيث ينتقد الأسرة المالكة السعودية، وخاصة الملك سلمان وولي العهد الأمير محمد بن سلمان من خلال استخدام الكوميديا السوداء ويقيم الدوسري في لندن منذ عام 2003. حيث قام بتشغيل برنامجه الحواري على اليوتيوب منذ عام 2015 اعتبارا من 28 مايو 2018، لدى الدوسري نحو 554 ألف متابع على تويتر وما يقارب 192 مليون مشاهدة على اليوتيوب.

## أحداث
- المظاهرات التي دعا إليها الدوسري أو ما يسمى ب«حراك 15 سبتمبر» تأتي في مرحلة سمحت فيها الأزمة الحالية مع قطر للخصوم بتجمع دعم لم يسبق له مثيل، والذي قد يكون سببا في توتر السلطات تجاه الاحتجاجات. وقد تلقى الحراك معارضة من بعض رجال الدين كصالح المغامسي وعائض القرني ومحمد العريفي وعبد العزيز الفوزان، إضافة للمنشد مشاري العفاسي.[5][6]
- في سبتمر 2018 تعرض الدوسري للأعتداء من قبل رجلان أثناء تواجده في لندن، [7] حيث تعرض للكم في وجهه وتم نقله إلى سيارة إسعاف [8][9]
- في عام 2018 تعرض الدوسري مع معارضين سعوديين آخرين مثل يحيى العسيري لمحاولات اختراق هواتفهم من قبل برنامج التجسس بيغاسوس.[10]

## ردود الفعل
- اتهم سعود القحطاني، مستشار الديوان الملكي السعودية برتبة وزير، الدوسري بأنه مذنب «بتزوير التأشيرات» في بلده الأصلي.[4]
- انتقد العديد من رجال الدين البارزين المرتبطين بالدولة السعودية مثل المفتي عبد العزيز بن عبد الله آل الشيخ وصالح المغامسي حركة الدوسري، ودعوا المواطنين السعوديين إلى معارضتها بشدة.[11] وظهر الشيخ في برنامج حواري: إن «أولئك الذين يدافعون عن  الاحتجاجات لحركة 15 سبتمبر هم من دعاة الفساد والفتنة، وليس هناك خير فيها ولا تنبع الخير من ما يدعوون إليه والذي صدر من قبل أعداء المملكة العربية السعودية... وهم دعاة الجاهلية والجهل.»[12]

## وصلات خارجية
- قناة غانم الدوسري على اليوتيوب
- غانم الدوسري على تويتر